# Füssen
Füssen város Németországban, azon belül Bajorországban. Lakosainak száma 16 072 fő (2023. december 31.). Füssen Pfronten, Vils, Schwangau, Pinswang, Rieden am Forggensee, Hopferau és Eisenberg (Allgäu) községekkel határos.

## Népesség
A település népessége az elmúlt években az alábbi módon változott:
| Lakosok száma | 2128 | 10 182 | 10 506 | 13 212 | 14 512 | 14 881 | 15 425 | 15 558 | 15 800 | 16 072 |
|               | 1875 | 1950   | 1975   | 1987   | 2012   | 2014   | 2016   | 2017   | 2021   | 2023   |

## Fekvése
Kemptentől délkeletre fekvő település.

## Története

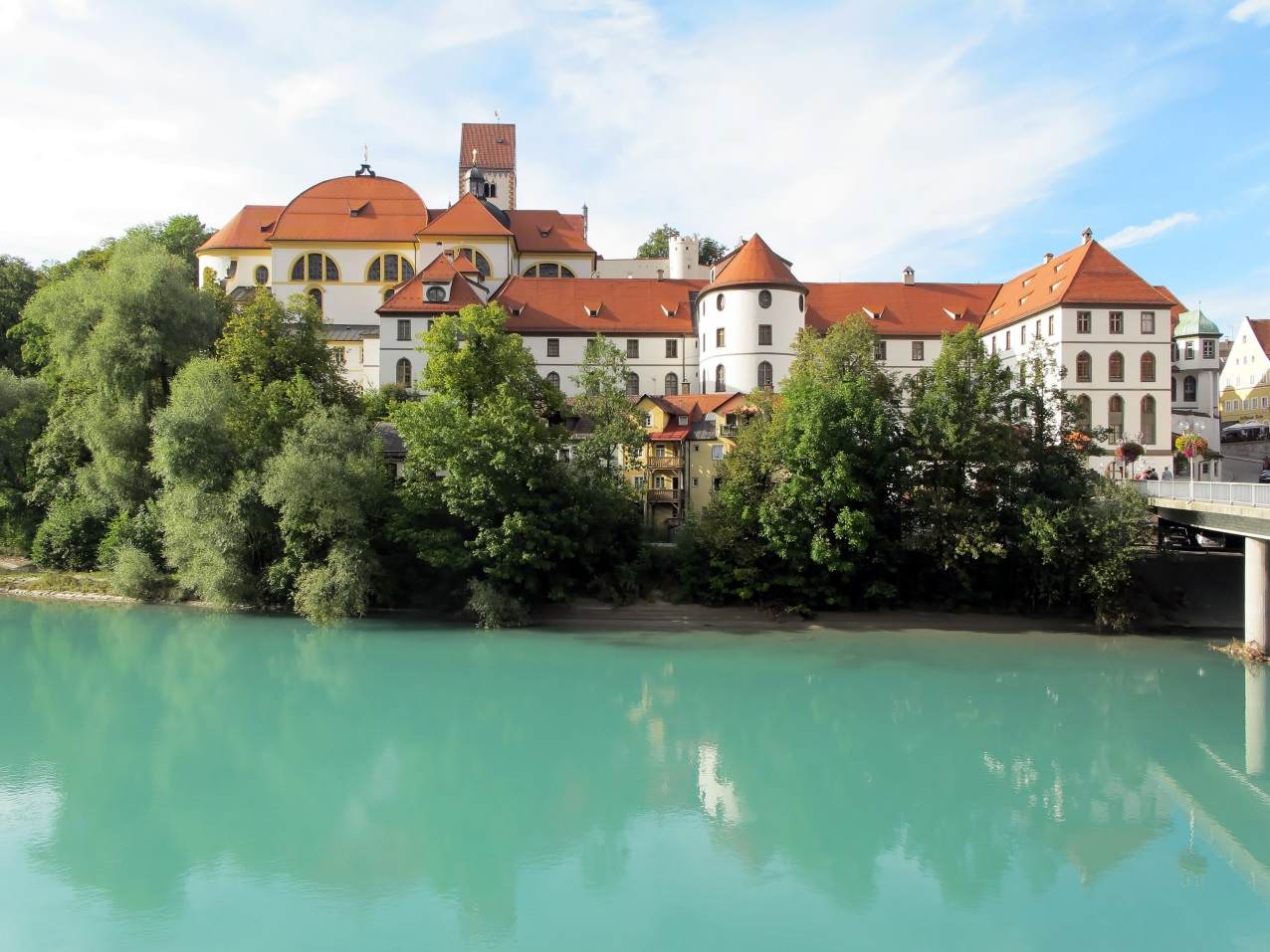
Magas vár (Hohes Schloss), Füssen

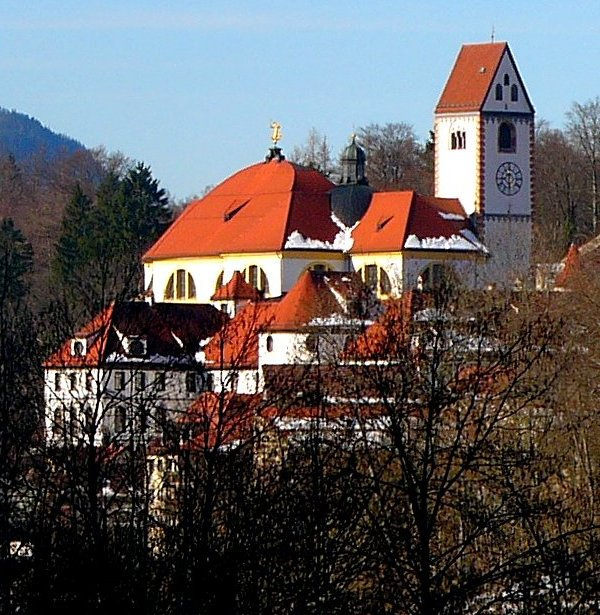
Benedekrendi kolostor látképe

Füssen helyén már a római időkben állt egy Foetibus nevű település, amely már akkor fontos Lech parti őrhely volt.
A 8. században Szt. Magnus (nevéből később a népnyelvben Sankt-Mang lett) benedekrendi kolostort alapított itt és a körülötte kialakult település a 13. században városi rangra emelkedett, és erődített fal vette körül, melynek romjaí máig láthatók.
Füssen 1802 óta tartozik Bajorországhoz, a település ma szép környezetű idegenforgalmi központ.
A Lech folyó kanyarulatába érve elsőként a Szent Magnus-kolostor (Kloster St. Mang) és a fölötte álló Magas-vár (Hohes Schloss) tűnik fel. A kolostor 1707-1717 között részben a kora román alapfalakon épült át Johann Jakob Herkomer barokk tervei szerint. A kolostortemplom hasáb alakú tornya román. Hajóját a 18. század elején ugyancsak Herkomer tervei szerint alakították át barokk stílusban, meghagyva a templom alatt található 9. századi kriptát, amelyben 1950-ben Szt. Magnust és Szt. Gallust ábrázoló közel ezeréves freskót tártak fel.

## Nevezetességek
- Magas vár ( Hohes Schloss)
- Szt. Magnus kolostor és kolostortemplom
- Nem messze található II. Lajos bajor király Neuschwanstein kastélya.

## Közlekedés

### Vasút
A városban ér véget egy kétvágányos fejállomással a Biessenhofen–Füssen-vasútvonal.

## Galéria

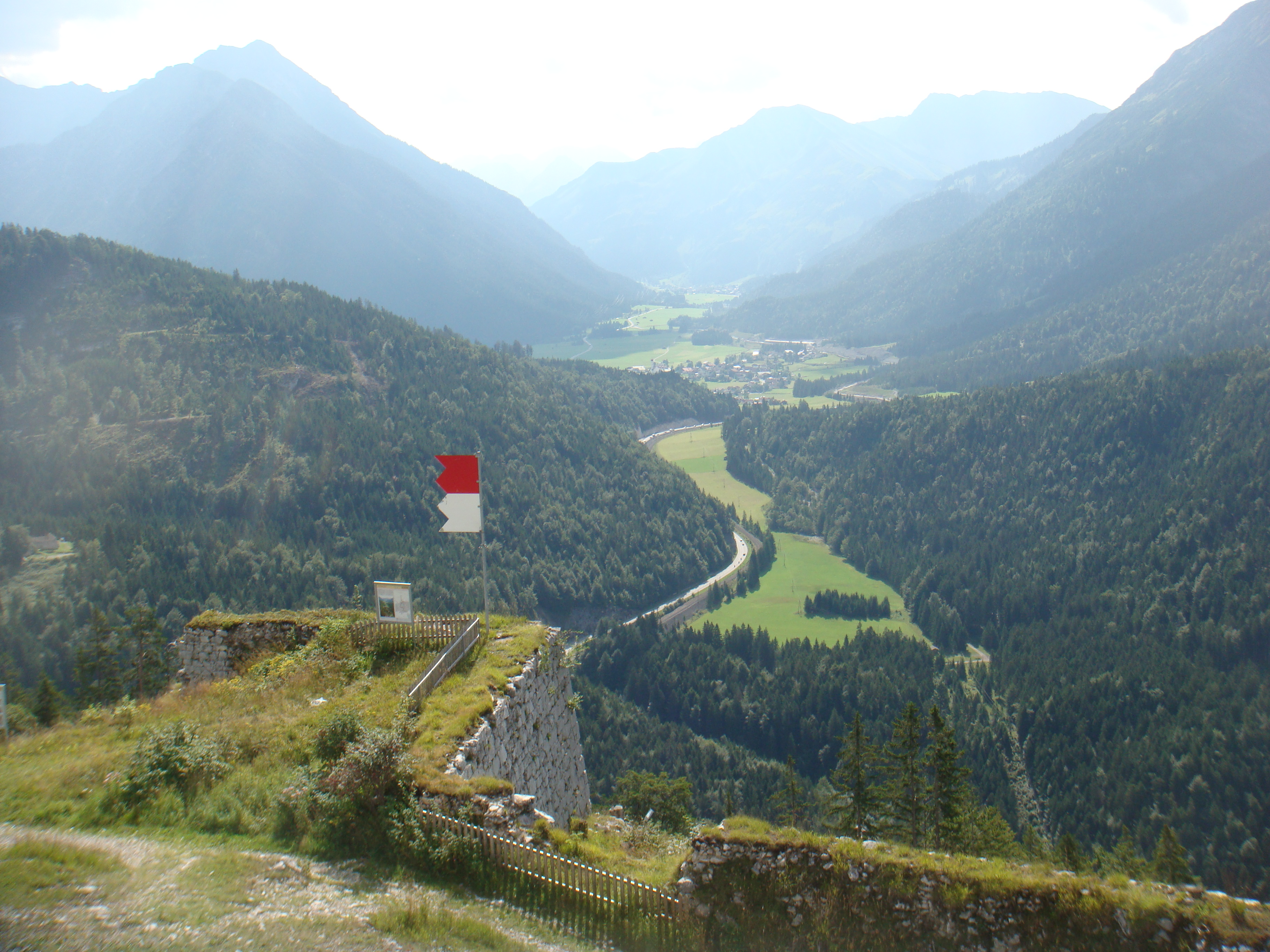
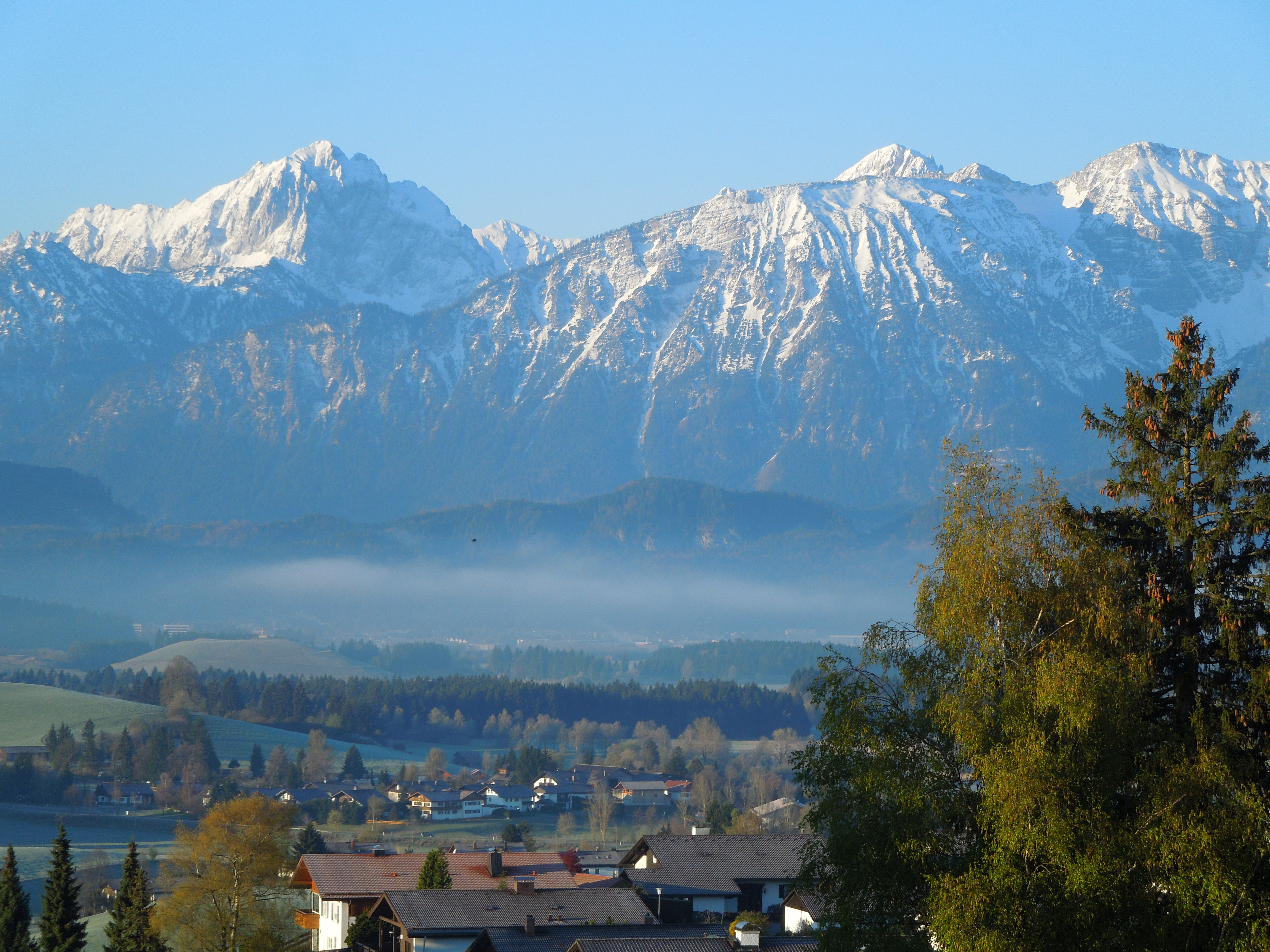
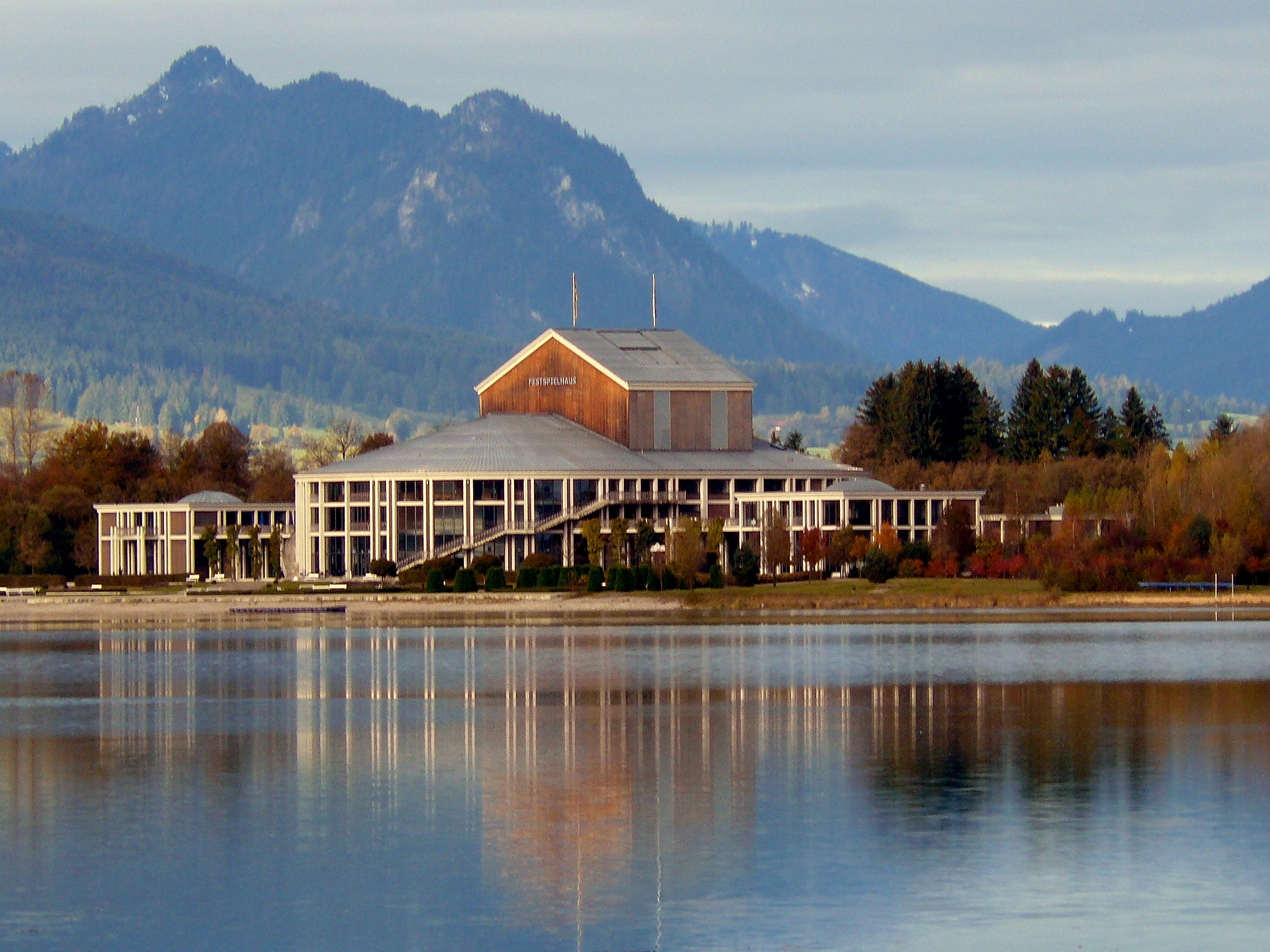
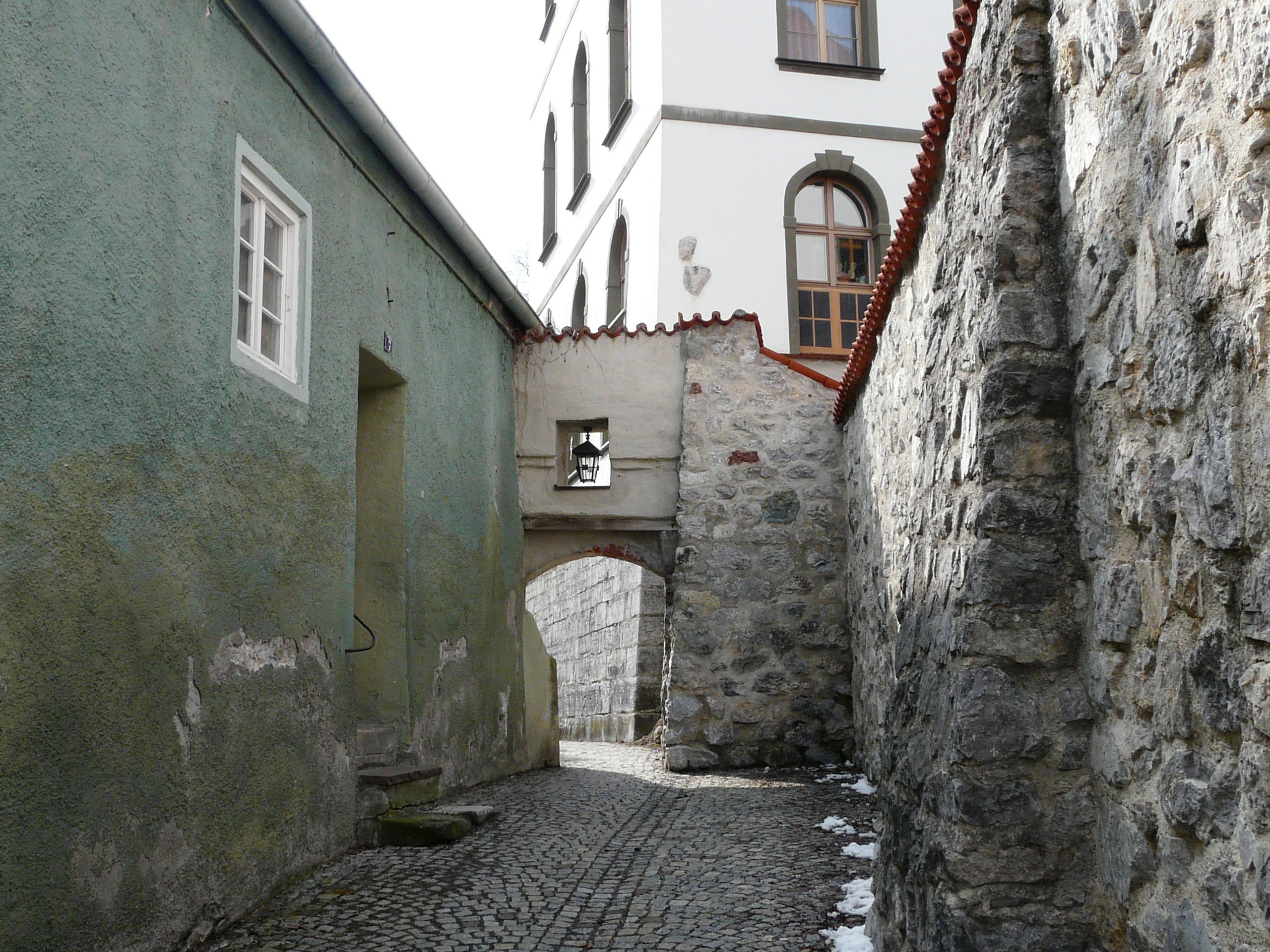
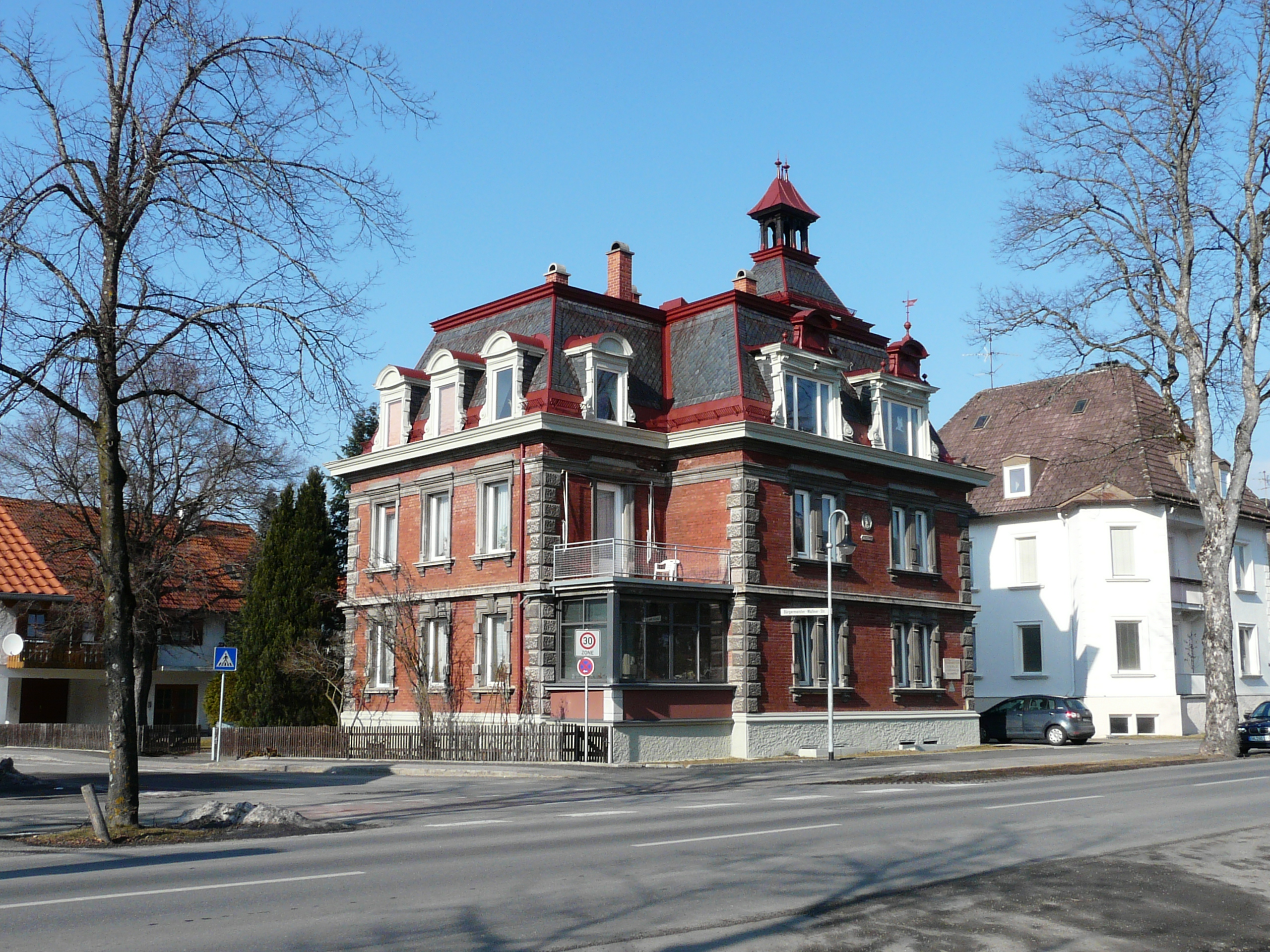
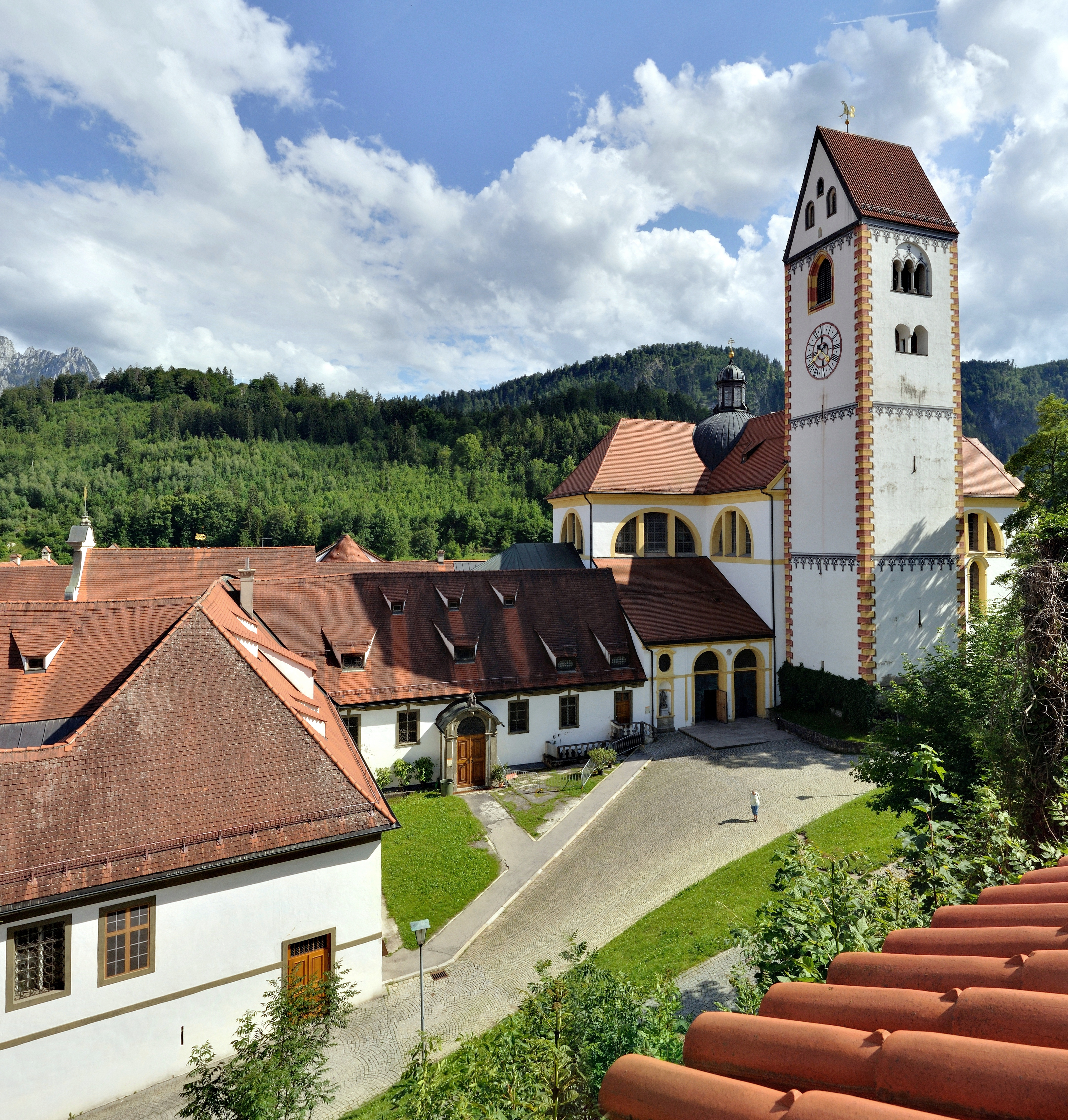

## Itt született
- Patrick Einsle (* 1987), sznúkerjátékos
- Michael Greis (* 1976), sílövő
- Walter Leinweber (1907–1997), jégkorongozó kapus
- Franz Xavier Seelos (1819–1867), misszionárius